# Bill Connors
Bill Connors (né le 24 septembre 1949 à Los Angeles) est un guitariste de jazz. Considéré comme un maître de la technique du legato, doué à la fois a la guitare acoustique et électrique, il a œuvré tant dans le jazz-rock que dans le jazz fusion dans les années 1970 et 1980.

## Biographie
Il commence sa carrière soliste dans le jazz-rock, où son utilisation de la distorsion et de l'électronique est équilibrée par un phrasé subtil. Il s'est fait connaître en rejoignant Chick Corea dans le groupe Return to Forever en 1973 comme premier guitariste de la formation, pour l'enregistrement de Hymn of the Seventh Galaxy. Mais il s'en détourne dès 1974 et y est remplacé par Earl Klugh (bien que ce dernier n'ait joué sur aucun album), lui-même remplacé ensuite par Al Di Meola.
Il a enregistré trois albums acoustiques et électriques puis trois albums en tant que soliste, et a enregistré et joué avec d'autres musiciens.

## Discography

### Comme leader
- Theme to the Guardian (ECM, 1975)
- Pyramid with Paul Bley, Lee Konitz, (Improvising Artists, 1977)
- IAI Festival with Paul Bley, Lee Konitz, Jimmy Giuffre (Improvising Artists, 1978)
- Of Mist and Melting (ECM, 1978)
- Swimming with a Hole in My Body (ECM, 1980)
- Step It (Pathfinder, 1985)
- Double Up (Pathfinder, 1986)
- Assembler (Pathfinder, 1987)
- Return (Tone Center, 2004)

### En tant qu'invité
- Return to Forever, Hymn of the Seventh Galaxy (Polydor, 1973)
- Julian Priester, Love, Love (ECM, 1974)
- Stanley Clarke, Stanley Clarke (Nemperor, 1974)
- Paul Bley, Quiet Song (Improvising Artists, 1975)
- Jan Garbarek, Places (ECM, 1978)
- Jan Garbarek, Photo with Blue Sky, White Cloud, Wires, Windows and a Red Roof (ECM, 1979)
- Chick Corea, Chick Corea (Polydor, 1987)
- Kim Plainfield & Lincoln Goines, Night and Day (Metalimbo, 2002)
- Corea, Clarke & White, Forever (Concord, 2011)